# Relicario

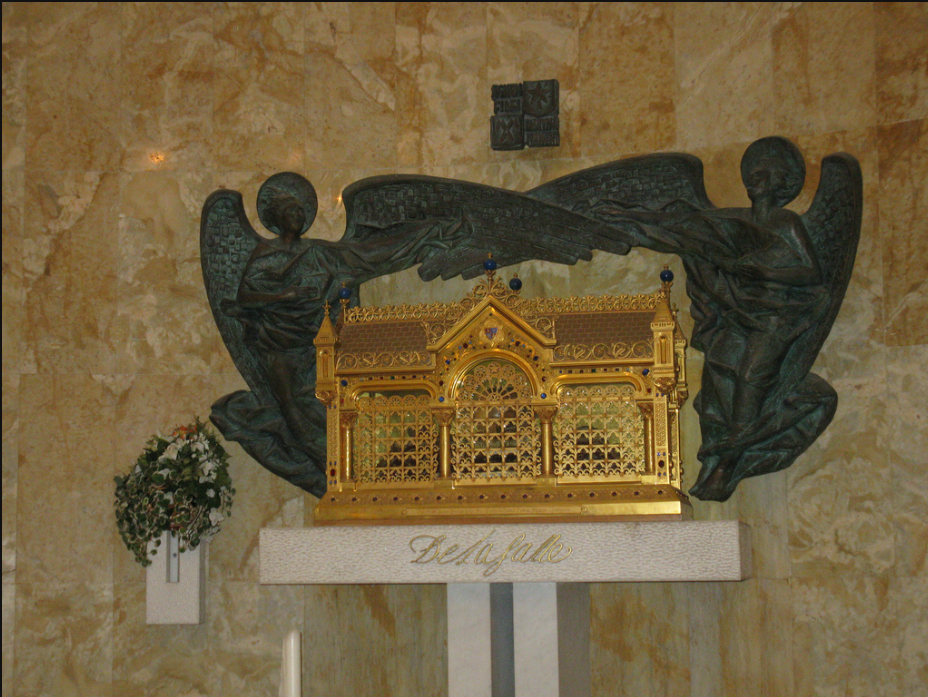
Urna con los restos mortales de San Juan Bautista de La Salle en la casa generalicia de los FSC en Roma.

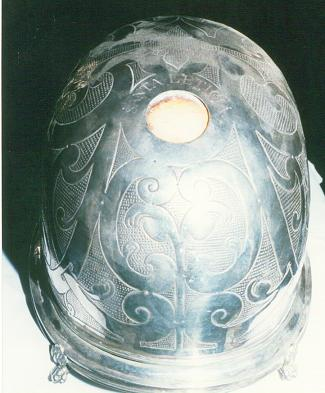
Reliquia de santa Leticia. Ayerbe.

Se llama relicario, (palabra proveniente del latín reliquiae,) a la caja o estuche para guardar reliquias o recuerdos de los santos y exponerlas a la veneración de los fieles.  
El culto a las reliquias, resto o posesión de un santo, tuvo su Edad de Oro en la Edad Media, debido a la necesidad de los fieles de obtener el efecto taumatúrgico que con la veneración de las mismas sentían.  
La reutilización de materiales para albergar estas reliquias, no fue debido a la escasez de material. El recipiente más común fue la  arqueta, fabricada con un alma de madera. Además, se reutilizaron materiales que daban un mayor prestigio al contenedor por su valor económico, principalmente metales nobles tales como oro, plata, joyas, esmaltes, ágatas, marfiles o sedas, con los que se revestían las arcas de madera.  
Por otro lado, se reutilizaban aquellos cofres que, siendo originalmente objetos cotidianos por su ornamentación, lo hacían especialmente bello y valioso. 
En la Hispania medieval fueron muy cotizados los cofres de procedencia hispanomusulmán, por la decoración de arabescos y elementos vegetales  entremezclados con animales, que los hacía especialmente codiciados. Tenían en origen un uso ajeno al relicario.
El valor económico es especialmente relevante para la realización de la obra de arte. Esta evoluciona a lo largo de la historia, de manera que el valor material define para quién está realizada, quién la encargó o  su función y lugar de exhibición.
Sin embargo el material varía según la época. Uno de los factores más significativos para distinguirlo, será la zona y cultura a la que pertenece dicha obra, utilizando los materiales con mayor simbolismo y los más asequibles del territorio. Por tanto, no hay un único material específico para su elaboración, porque hay muchos factores que influyen a la realización de la obra.
Antiguamente las reliquias se guardaban en los relicarios. Solían ser cajas o cofres y tenían un importante coste de fabricación ya que solían estar compuestas de oro, plata o materiales preciosos, materiales difíciles de conseguir en esta época.
Fabricar este tipo de obras no era fácil debido a su complejidad, estos objetos tan especiales poseían mucha consideración dentro de la sociedad. En concreto, las piezas de orfebrería poseían un valor superior debido a la facilidad que tenían ya que se podían fundir y fabricar otras. Era común en la Edad Media la reutilización de materiales para crear obras nuevas, aunque esta cuestión no se ve reflejada en la sección a analizar. 
En cuanto al impacto medioambiental y humano, no se tiene en cuenta ya que muchas veces para su fabricación se utilizan procesos de fundición de metales o el uso de piedras preciosas, lo que lleva a que se puedan agotar reservas finitas, además que estos procesos de fundición y de producción son seriamente dañinos para el medio ambiente y para las personas encargadas de ello.
Ya en la Edad Media se reutilizaban objetos como contenedores de reliquias. Cuando se reutiliza un relicario o materiales para crear uno nuevo, la función simbólica de veneración y respeto hacia las reliquias religiosas generalmente permanece en el nuevo contenedor. La intención detrás de un relicario, tanto original como nuevo, es mantener y resaltar la importancia de las reliquias. 
En ocasiones, se reutilizan objetos como relicarios ya que estos tienen un valor añadido por ser piezas excepcionales de orfebrería que le dan un mayor prestigio a la reliquia en ella contenida. La reutilización de este tipo de obra o de sus materiales para crear uno nuevo puede tener un significado adicional o una capa simbólica en algunos casos. Por ejemplo, podría simbolizar la continuidad de la tradición religiosa a lo largo del tiempo, la adaptación a nuevas circunstancias o la renovación de la fe. Sin embargo, es importante recordar que la función primaria de un relicario, ya sea nuevo o reutilizado, sigue siendo la de servir como un contenedor sagrado para las reliquias y como un objeto de devoción en el contexto religioso. Además de su función como contenedor religioso, guarda gran valor simbólico y económico haciendo que sea muchas veces objeto de robo (tal es el caso del relicario de  Juan Pablo II de la iglesia de San Pietro della Lenca).
Un ejemplo de esta cuestión es el Arcón de San Simeón. Este relicario, en forma de sarcófago rectangular de madera de cedro, es un ejemplo concreto de la reutilización de un objeto valioso para albergar reliquias de gran importancia, como las de San Simeón el Anciano. El hecho de que se encuentre en la Iglesia de San Simeón en Zadar, Croacia, y esté cubierto con placas de plata y plata dorada resalta su importancia en la tradición religiosa y su valor espiritual. La adaptación de un sarcófago en forma de relicario subraya la veneración de las reliquias contenidas en él y su significado en el contexto de la fe cristiana.
Son muchos los casos en los que vemos ejemplificado este fenómeno. Objetos ideados en un pasado para su utilización pagana que son reconvertidos funcional y contextualmente para servir a las instituciones eclesiásticas, preservando siempre su pasado lejano y exótico.
Gracias a este proceso de reconversión al que nos referíamos anteriormente, cualquier objeto poseedor de un mínimo valor material o económico será suficiente para ser utilizado como “contenedor de reliquias”, siempre y cuando este valor económico y material sea suficiente como para establecer ciertas conexiones simbólicas con el pasado. Esto se debe a la atracción que produce en estas instituciones el pasado prestigioso, cortesano y dinástico que emulan estos objetos, estableciendo nexos con un pasado glorioso, que en ningún momento se oculta, y el nuevo panorama sacro al que es sometido. 
Teniendo esto en cuenta, no se valora en sí la antigüedad del objeto, sino su origen fuera del cristianismo y su capacidad de evocar un ambiente dinástico o cortesano específico, cuya belleza es reinterpretada por el nuevo receptor. El pasado profano del objeto es el que le da valor al someterlo a la recontextualización cristiana. Este no se oculta sino que se revaloriza, añadiendo ciertas simbologías y materiales, y sirve como nexo de unión y de prestigio para la nueva interpretación del objeto. 
Estos casi siempre eran adquiridos para ennoblecer la imagen aristócrata de quienes las donaban, puesto que los objetos habían llegado desde múltiples orígenes todavía con sus funciones primigenias, entendiendo esta cultura de la reutilización suntuaria como un refuerzo de jerarquía social de ciertos sectores de la sociedad, subiendo el valor de los objetos.
Además de esto, se entiende que la corporeidad lujosa y brillante de los relicarios le da un significado de autenticidad a la reliquia albergada en el objeto. El nuevo relicario recibe esta nueva función al ser permeable a nuevas interpretaciones, de los cuales se tiene más en cuenta su belleza a la hora de destinarlos a albergar reliquias. La atracción por lo exótico y el lujo es el verdadero motor de las transacciones comerciales que se hicieron con estos objetos y por los cuales su valor, tanto económico como simbólico, incrementa.
A lo largo de la riqueza y el esplendor del arte medieval, obras de diversos significados y funciones se compararon y jugaron con una variedad de formas alucinantes más allá de la superficie. Durante este periodo, desde las majestuosas catedrales hasta los objetos de uso cotidiano se convirtieron en vehículos de simbolismo religioso, un valor que trascendía la función del objeto en sí.
Y como en el caso del objeto que estamos explorando, en el contexto de la elevada unidad ideológica de la Edad Media, este objeto cotidiano se elevó a las alturas religiosas y fue capaz de convertirse en un vínculo entre el pueblo llano y los dioses incluso en el contexto del culto religioso. No era sólo un objeto, sino una representación concreta y la encarnación del vínculo entre lo secular y lo sagrado.
Sin embargo, en un gran número de obras medievales podemos encontrar metáforas y alegorías de lo que representaban los objetos. Esto no sólo difunde ideas sobre la Iglesia, sino que también expresa, en cierta medida, la visión particular del hombre sobre el mundo y Dios, y sobre los tres. A través de la recontextualización de estas obras y objetos, podemos ver que, de hecho, se han desprendido de sus funciones originales y se les han dado nuevos significados, y que resuenan con los acontecimientos actuales en nuevos tiempos y nuevos contextos, pero el hecho de que los mismos objetos tengan significados y símbolos diferentes en contextos diferentes no significa que la recontextualización de los objetos niegue por completo las funciones de los objetos. Esto no significa que cuando los objetos se recontextualizan nieguen por completo su función anterior, siguen existiendo, pero en contextos diferentes esta existencia debe ocultarse.
Debemos reconocer que la época medieval está separada en el tiempo de la actualidad, por lo que parece que el estudio del periodo medieval no tiene claro lo que nos espera. El significado simbólico de esos objetos en aquella época lejana es desconocido para la gente de hoy, pero es posible que existieran no sólo en relación con el folclore y los mitos, sino que también representan elementos mágicos y propiedades extraordinarias más allá de sus propios objetos.
La vida medieval parece haber tenido un enfoque fijo y estrecho de la percepción y el uso de ciertas mercancías, pero en los diferentes niveles de percepción de un objeto hemos podido identificar una serie de cuestiones relacionadas con la existencia de diferentes clases. Esta es también una base importante para la investigación histórica.
La recontextualización o reinterpretación de estos objetos en el contexto medieval no es sólo una estrategia artística, sino también un medio sutil de obtener información más profunda. En este sentido, cuando se recontextualiza o define un objeto, somos capaces de discernir un conjunto de creencias y valores detrás del objeto, que son el narrador silencioso y cuyo estudio y observación es el vínculo entre la evolución cultural de dos épocas diferentes.
El arte medieval a menudo refleja un enfoque en la simplicidad y durabilidad. Las obras de arte, arquitectura y objetos cotidianos eran diseñados para perdurar a lo largo del tiempo. Esta mentalidad contrasta con la cultura actual del consumismo, donde los productos a menudo se producen con una vida útil limitada. A menudo destacaba la importancia de la artesanía y las habilidades manuales. La creación de objetos, ya sea una pintura, una escultura o una pieza de mobiliario, era vista como una forma de arte y una expresión de habilidad. En la actualidad, la cultura del usar y tirar a menudo menosprecia la artesanía y la calidad a favor de la producción en masa. Muchas obras de arte medieval representan una estrecha relación con la naturaleza y a menudo incorporan elementos naturales en su creación. Este enfoque contrasta con la cultura actual, donde la producción masiva a menudo implica un impacto ambiental significativo. Ese arte medieval también refleja valores comunitarios y la importancia de la vida en sociedad. En contraste, la cultura del consumismo contemporáneo puede estar más centrada en el individuo y en la acumulación de bienes materiales.
Si bien el arte medieval no proporciona soluciones directas para revertir los efectos dañinos del consumismo actual, puede inspirar una reflexión más profunda sobre nuestros valores y comportamientos. La simplicidad, la durabilidad, la apreciación de la artesanía y una conexión más estrecha con la naturaleza son conceptos que podríamos considerar al abordar los problemas asociados con el consumismo desmedido. La conciencia de estos valores podría influir en decisiones personales y en la búsqueda de soluciones más sostenibles y centradas en la comunidad en la sociedad contemporánea.
La posesión de restos óseos, fragmentos de objetos o cualquier otro objeto relacionado con los santos traía riqueza a las instituciones religiosas. Estas reliquias debían guardarse en sitios apropiados que permitieran su exposición a los fieles.
Estuvieron en uso con el nombre de encólpium ya en los primeros siglos de la Iglesia, aunque por entonces tenían carácter privado y se llevaban pendientes del cuello en forma de cajitas o de medallas con figuras e inscripciones. Constan ejemplares por lo menos del siglo IV y son célebres los que se hallan del siglo VI en el Tesoro de Monza, regalados por San Gregorio a la reina Teodolina. Entre ellos, se encuentran ciertas botellitas muy comunes en aquella época, que solo contenían algodón empapado en aceite bendecido o tomado de las lámparas que ardían junto al sepulcro de algún mártir. Para la veneración pública de las reliquias en aquellos primeros siglos bastaban los sepulcros y altares que las contenían. Pero desde el siglo IX empezaron a colocarse además sobre el altar relicarios en forma de cajas o arquetas. 
Esta forma de relicario continuó en los siglos posteriores hasta la época de arte ojival siendo preferidas las arquetas más o menos capaces y ricas, según la magnitud de las reliquias y la magnificencia del donante y aprovechándose con frecuencia para el objeto arquetas de uso profano. De Estas, se pueden citar: 
- El Arca santa de las Reliquias de la catedral de Oviedo
- El Arca de san Millán
- El cofrecillo de madera chapeado de plata repujada y con figuras de santos en la parroquia de Abárzuza (siglo XI)
- La arqueta de bronce esmaltado y con figuras de relieve en el monasterio de Silos y en el Museo de Burgos (siglo XIII)
- La arqueta de Colonia
- La arqueta de Limoges

El relicario tomó desde el siglo XIII formas muy variadas y artísticas, siendo las principales:
- La de arqueta y templete, imitando un templo con sus arquerías ojivales y su crestería
- La de ostensorio, con su pie y su torrecilla
- La de busto y estatua, con la imagen del Santo a que pertenece la reliquia que allí se recoge

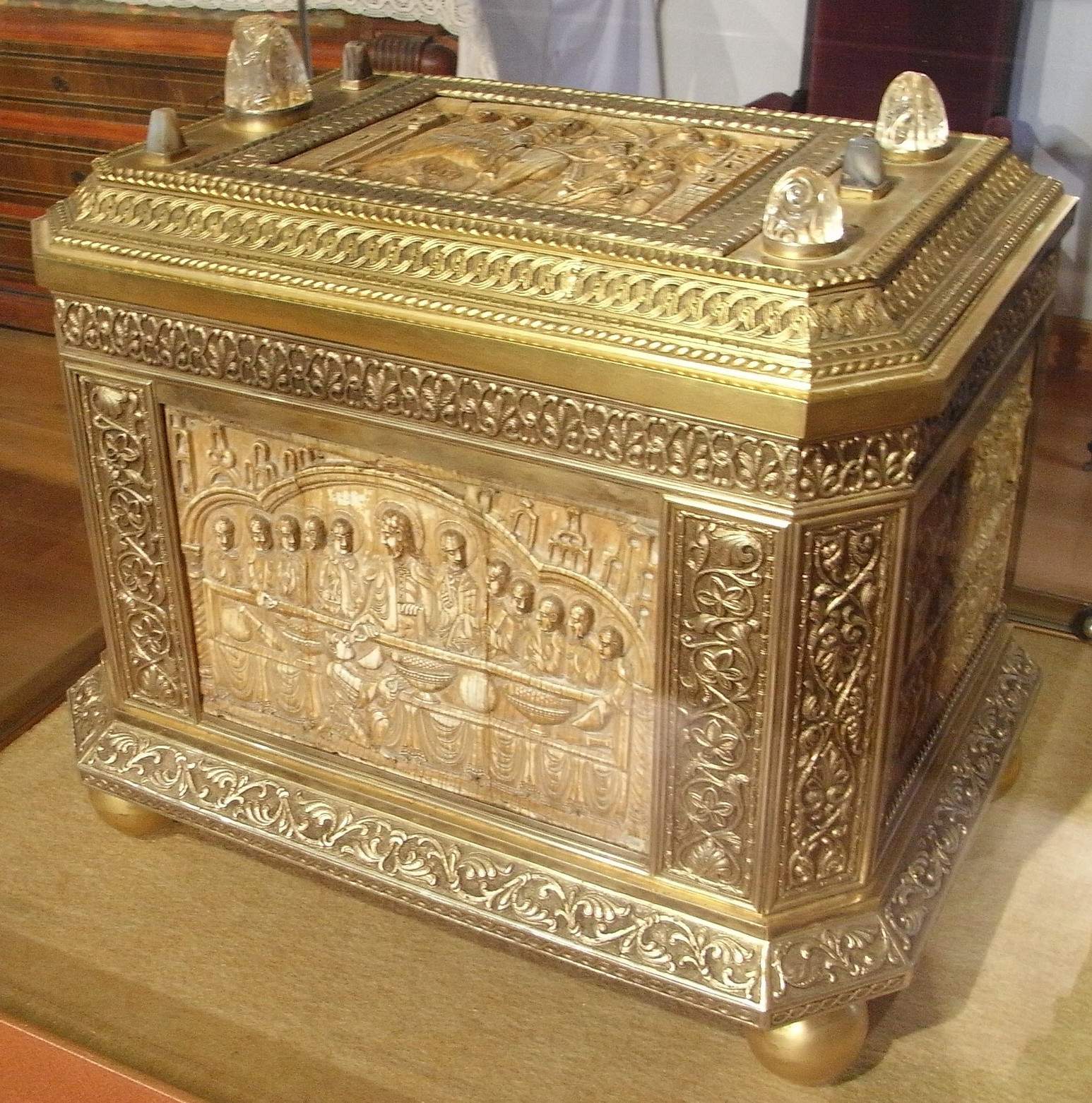
Arqueta de San Felices en el Monasterio de San Millán.
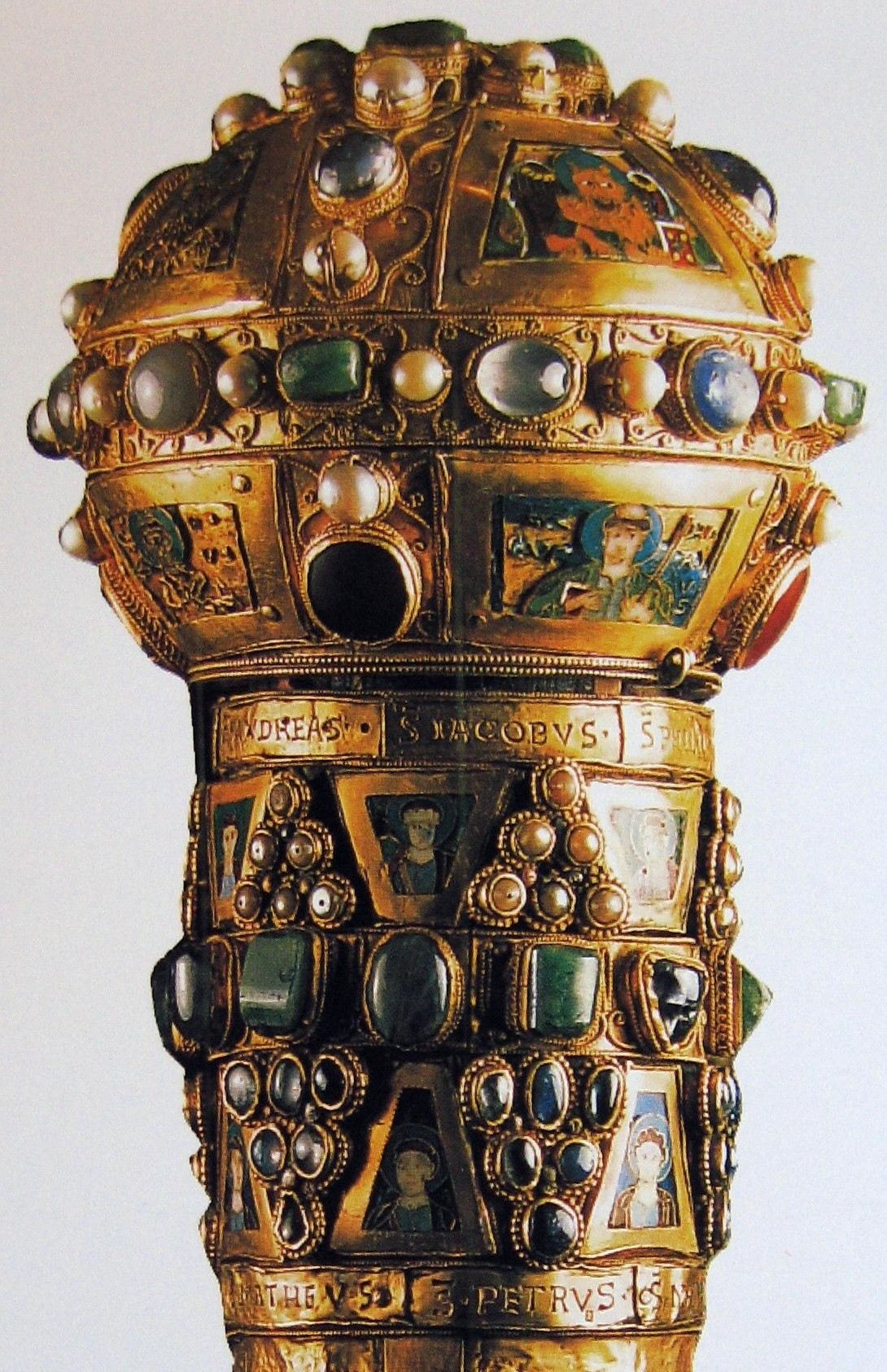
Relicario con oro y gemas de San Pedro, tesoro de la catedral de Limburgo (año 988).
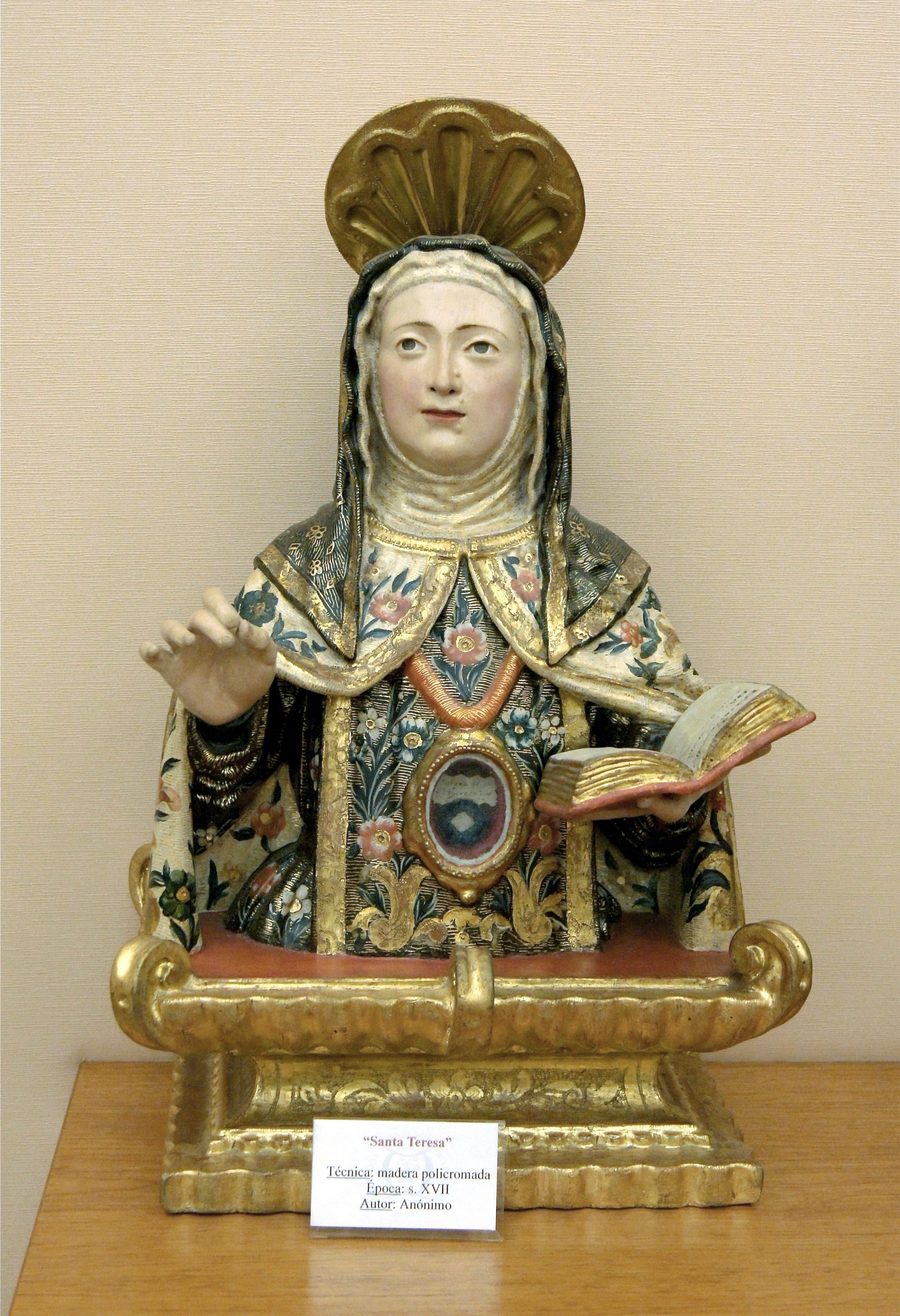
Relicario de Santa Teresa de Ávila.
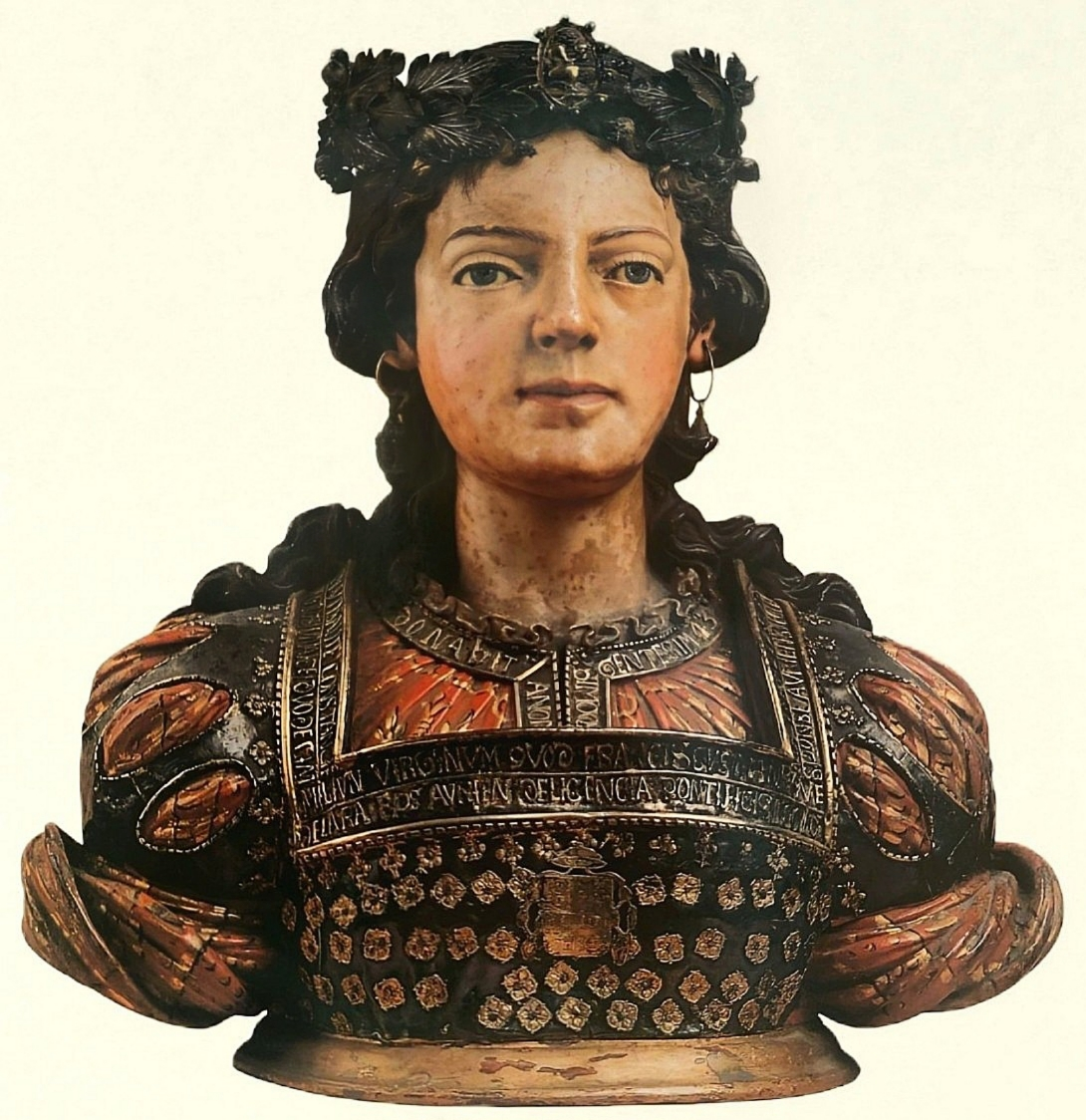
Relicario de Santa Constanza en la Catedral de Orense.